# Philip Ray
Roy Edgar Cochrane, conocido como «Philip Ray» (Londres, 1 de noviembre de 1898 - Ibidem, 11 de mayo de 1978) fue un actor británico de películas y de televisión.

## Filmografía
- Blue Smoke (1935)
- Head Office (1936)
- Not So Dusty (1936)
- The Perfect Crime (1937)
- The Man Who Made Diamonds (1937)
- Wanted by Scotland Yard (1937)
- It's in the Air (1938)
- Send for Paul Temple (1946)
- Fame Is the Spur (1947)
- No Place for Jennifer (1950)
- Derby Day (1952)
- The Fake (1953)
- Before I Wake (1954)
- The Good Die Young (1954)
- Where There's a Will (1955)
- Passage Home (1955)
- The Extra Day (1956)
- No Road Back (1957)
- Count Five and Die (1957)
- A Night to Remember (1958)
- Sons and Lovers (1960)
- The Mind Benders (1963)
- Devil Doll (1964)
- Dracula: Prince of Darkness (1966)
- Frankenstein Created Woman (1967)